# باشگاه فوتبال پاکشی
باشگاه فوتبال پاکشی (انگلیسی: Paksi FC) یک باشگاه فوتبال مستقر در پاکش، مجارستان که در حاضر در لیگ دسته اول فوتبال مجارستان، بالاترین سطح لیگ فوتبال در این کشور، مشغول به فعالیت است.
از زمان تأسیس در سال ۱۹۵۲، این تیم در سطح شهرستانی یا ملی بازی کرده‌است. در سال ۲۰۰۶، برای اولین بار به لیگ بورسودی، لیگ دسته اول فوتبال مجارستان صعود کرد. رنگ تیم سبز و سفید است. در فصل ۱۱–۲۰۱۰ مجارستان، تیم دوم شد و به لیگ اروپا در فصل ۱۲–۲۰۱۱ راه یافت. این باشگاه به خاطر سیاست خود مبنی بر جذب تنها بازیکنان مجارستانی شناخته شده‌است.